# Adolf Fux
Adolf Fux (* 10. September 1901 in Grächen; † 18. November 1974, anderes Datum 17. November 1974, in Visp) war ein Schweizer Politiker und Schriftsteller; er veröffentlichte teilweise unter seinem Pseudonym Adolf Reinecke Fux und A. Reinke.

## Leben

### Familie
Adolf Fux war der Sohn des Wirts und Pferdehändlers Ludwig Fux († Juli 1944) und dessen aus Grächen stammenden Ehefrau Maria (geb. Schnydrig) († 26. August 1948); er hatte noch neun Geschwister.
Ab 1935 war er mit Rosa, Tochter des Landwirts Jakob Bütikofer aus dem Emmental, verheiratet; gemeinsam hatten sie drei Söhne.

### Werdegang
Adolf Fux besuchte von 1908 bis 1913 die Primarschule in Visp und darauf von 1915 bis 1916 die Realschule im Kollegium Brig.
Von 1916 bis 1919 war er als Kutscher tätig und leistete 1920 seinen Dienst in der Schweizergarde in Rom.
Von 1920 bis 1922 erhielt er in der landwirtschaftlichen Schule in Visp eine land- und forstwirtschaftliche Ausbildung und besuchte 1923 verschiedene forstwirtschaftliche Kurse im In- und Ausland.
Nach seiner landwirtschaftlichen Ausbildung war er von 1923 bis 1925 in verschiedenen Hotels in Nizza, Marseille und St. Moritz tätig.
Er war darauf von 1925 bis 1937 Revierförster in Visp und wurde vom Staatsrat Albano Fama (1865–1945) 1937 zum Sekretär des Polizei-, Militär- und Forstdepartements des Kantons Wallis gewählt; er blieb bis 1945 in dieser Funktion. In dieser Zeit war er von 1929 bis 1936 Redakteur des von ihm gegründeten liberalen Wochenblatts Der Oberwalliser.

### Politisches und schriftstellerisches Wirken
Adolf Fux politisierte gegen die vorherrschenden Katholisch-Konservativen und engagierte sich hierbei anfangs in der Fortschrittlichen Volkspartei und 1937 in der, auf seinen Antrag umbenannten, Demokratischen Partei Visp (heute FDP Oberwallis), der er von 1930 bis 1964 als Präsident vorstand.
Er war von 1933 bis 1934 Grossrat für die Fortschrittliche Volkspartei und von 1949 bis 1961 Grossrat für die Demokratische Partei, von 1940 bis 1945 Burgerrat und Waldpräsident sowie vom 11. Februar 1945 bis 1960 Gemeindepräsident von Visp und blieb bis 1964 im Gemeinderat. 1950 trat er als deutscher Berichterstatter bei der Sitzung des Grossen Rats auf.
1924 begann er mit seiner schriftstellerischen Tätigkeit und publizierte 1928 sein erstes Buch Nennt mir das Land. 1936 veröffentlichte er Land unter Gletschern und 1953 Vispertäler sowie Romane und Erzählungen, die im Wallis spielen, unter anderem 1952 Die Horlowiner-Sippe und 1957 Die Edelweissromanze. Er schrieb teilweise in Mundart und erstellte auch Hörspiele und sprach Beiträge für das einstige Schweizer Radio Beromünster, für die Oberwalliser Hörspielgruppe, deren Präsident er war, sowie für das Studio Bern, verfasste Theaterstücke und betätigte sich als freier Journalist und schrieb für die Neue Zürcher Zeitung, Der Bund, dem Walliser Volksfreund und dem Nebelspalter. Er veröffentlichte auch verschiedene Wanderpublikationen.
In seinem Theaterstück Bärggeist aus 1965 bettet er den Unfalltod des Bergführers Josef Marie Lochmatter am 12. August 1882 an der Dent Blanche in den geschichtlichen Rahmen mit ein.
Er war der Gründer des Höhenwegs Grächen-Saas-Fee und verstand es, die örtlichen Honoratioren aus Grächen und Saas-Fee, insbesondere die Gemeinderäte und die Kurvereine, zu einer gemeinsamen Initiative zu überreden. Durch den Einsatz mit Pickeln, Schaufeln und Sprengstoff wurde entlang der Mischabelkette ein rund sechzehn Kilometer langer Höhenweg angelegt. Hierzu nutzte man zum Teil alte Hirtenpfade, zum Teil führte der neue Weg auch an Abhängen entlang, die direkt aus dem Fels gesprengt wurden.
Er setzte sich unter anderem auch für die Identität der Walliser Talschaften ein.

## Mitgliedschaften
Adolf Fux gehörte dem Militärschiessverein an.
1932 trat er aus dem Walliser Presseverein aus.
Er war Mitglied des Schweizerischen Schriftstellervereins.
1953 gehörte er dem Vorstand des Oberwalliser Rottenbundes an, der sich 1948 gegründet hatte und sich für den Schutz des Deutschtums im zweisprachigen Kanton Wallis einsetzte und alle fünf Jahre einen Kulturpreis vergab.
Von 1950 bis 1964 war er Mitglied der Programmkommission von Radio Beromünster.
Bei der Gründung des Oberwalliser Heimatschutzes wurde er 1960 in deren Vorstand gewählt.
1961 war er Mitglied des Beratenden Ausschusses des Schweizerischen Ostinstituts.
Er war 1963 Vizepräsident der Werkgemeinschaft Balfrin, die sich für den Ausbau des Höhenweges Grächen-Saas-Fee einsetzte.
Zum Erhalt des gesamten literarischen Werkes von Adolf Fux und zur Betreuung dessen jeweiliger Neuauflagen wurde im Sommer 1983 die Adolf-Fux-Stiftung gegründet; die Stiftung unterstützt auch förderungswürdige Oberwalliser Schriftsteller und verleiht den Adolf Fux Literaturpreis.

## Ehrungen und Auszeichnungen
Adolf Fux erhielt unter anderem 1940 eine Ehrengabe in Höhe von 500 Schweizer Franken, 1946 für seinen Roman Hilarius den Buchpreis und 1963 den Preis der Schweizerischen Schillerstiftung für sein erzählerisches Werk.
Von der Gottfried-Keller-Stiftung erhielt er ebenfalls 1940 als Auszeichnung für sein Buch Das neue Geschlecht 500 Schweizer Franken, sowie 1952 für sein Gesamtschaffen und 1961, ebenfalls für sein Gesamtschaffen, den Literaturpreis der Stadt Bern, 1954 den Preis der Radiogenossenschaft Bern, 1962 den Aufmunterungspreis des Erziehungsdepartement des Kantons Wallis und den Oberwalliser Kulturpreis des Rottenbundes.
In Grächen wurde am 8. Oktober 2011 der Adolf-Fux-Gedenkweg eingeweiht, der von der Talstation der Hannigalpbahn direkt durch das Dorf bis zum Haus Malepartus führt, an dem Gesamtweg befinden sich fünf Gedenktafeln.

## Schriften (Auswahl)
- Nennt mir das Land. Sion: F. Aymon, 1928.
- Gaudenz Platters Weisen – Novellen. Brig: Buchdruckerei Oberwallis, 1929.
- Land unter Gletschern – Ein Heimatbuch aus dem Wallis. Zürich: Schweizer Spiegel Verlag, 1936.
- Unsres Herrgotts verschupfte Lehensleute. Zürich: Schweizer Spiegel Verlag, 1937.
- Das neue Geschlecht. Zürich: Schweizer Spiegel Verlag, 1939.
- Jakobea Jossen: Ein Frauenlob. Zürich: Gute Schriften, Heft 201. 1941.
- Scholle und Schicksal. Bern: A. Francke AG, 1942.
- Schweigsames Erdreich. Bern: A. Francke AG, 1943.
- Hilarius – Ein Volksbuch. Bern: A. Francke AG, 1945.
- Walliser Jahrspende. Bern: A. Francke AG, 1946.
- Paul Budry; Adolf Fux: Terra Vallesia solis et vini patria: Kleine Fahrt durch die Walliser Weinberge. Sion: Pro Vins, Fédération de producteurs de vins du Valais, 1946.
- Die Burgschaft Visp – Kleine Visper Chronik. Selbstverlag, 1947.
- Der Dorfvogt. Bern: A. Francke AG, 1949.
- Eines Sommers Wahn und Ende / Jungwuchs auf Hoh’neggen. Bern: Verlag Gute Schriften, 1950.
- Unser gutes Recht. In: Sprachspiegel, Band 7, Heft 12. 1951. S. 152–155.
- Aufruhr der Trägheit. Jahresausgabe der Bernischen Kunstgesellschaft, 1952 (750 Exemplare).
- Die Horlowiner Sippe. Basel: Verlag Friedrich Reinhardt AG, 1952.
- Im Ring der Berge. Bern: A. Francke AG, 1953.
- Vispertäler: Routenbeschreibungen von 41 Wanderwegen / 17 Spazierwegen, Wanderbuch Nr. 8. Bern: Kümmerly & Frey, Geographischer Verlag, 1953.
- Wilde Fluten. Basel: Verlag Friedrich Reinhardt AG, 1954.
- Die Edelweissromanze. Basel: Verlag Friedrich Reinhardt AG, 1957.
- Das blaue Wunder. Bern: Verlag Gute Schriften, 1958.
- Lachendes Wallis – Land und Volk in heiterer Schau. Basel: Verlag Friedrich Reinhardt AG, 1959.
- Der Kilchherr von Saas. Bern und Stuttgart: Verlag Hallwag, 1959.
- Gedenkschrift zur Einweihung des Kraftswerkes Ackersand II. Hrsg. Bauherrschaft Aletsch AG Mörel und Motor-Columbus AG Baden, Druck: Brin und Tanner AG Basel Baden Juli 1959.
- Vispertäler: Routenbeschreibungen von 38 Wanderwegen / 17 Spazierwegen, Wanderbuch Nr. 8. Bern: Kümmerly & Frey, Geographischer Verlag, 1959.
- Vispertäler: Routenbeschreibungen von 39 Wanderwegen / 23 Spazierwegen, Wanderbuch Nr. 8. Bern: Kümmerly & Frey, Geographischer Verlag, 1959.
- Die verlorene Wundernase. Basel: Verlag Friedrich Reinhardt AG, 1961.
- Alexander Burgener, König der Bergführer. Bern: Verlag Hallwag, 1961.
- Kleine Familienchronik. Brig: Buchdruckerei Tscherrig AG, 1962 (200 nummerierte Exemplare).
- Kleine Mattmark-Chronik. In: Wasser- und Energiewirtschaft, Band 56, Heft 11. 1964. S. 331–339.
- Ein neues Leben. In: Das Schweizerische Rote Kreuz, Band 73, Heft 8. S. 33–35.
- Der versilberte Weinberg. Bern: Verlag Gute Schriften, 1964.
- Bärggeist: ein Volksspiel für St. Niklaus in 4 Akten. Visp, 1964.
- Barry. Birsfelden: Verlag Schibli-Doppler, 1972.
- Ausgewählte Erzählungen und Novellen aus dem Wallis. Visp: Rotten Verlag, 1984.
- Liebe zu Hobitzo. Visp: Hrsg.: Stiftung Adolf Fux, 1986.
- Frühe und verborgene Schriften, Band 1, Die Zukunft vor der Tür. Visp: Hrsg. Stiftung Adolf Fux, 2019.
- Frühe und verborgene Schriften, Band 2, Gefahren und Chancen der Zukunft. Visp: Hrsg. Stiftung Adolf Fux, 2019.
- Frühe und verborgene Schriften, Band 3, Vielversprochene Zukunft. Visp: Hrsg. Stiftung Adolf Fux, 2019.